# Bite the Stonecake
Bite the Stonecake är ett musikalbum av Stonecake som släpptes 25 februari 1994 i Japan.

## Låtlista
| Nr           | Titel                               | Längd |
| ------------ | ----------------------------------- | ----- |
| 1.           | The Nation Is On Your Side          | 4:16  |
| 2.           | Bite The Stonecake                  | 3:26  |
| 3.           | Sunnier! (Flash Mix)                | 2:46  |
| 4.           | Keep On Despite (Unplugged Version) | 4:04  |
| 5.           | Completely Mad (Unplugged Version)  | 3:43  |
| 6.           | Tuesday Afternoon (Live Version)    | 5:11  |
| Total längd: | Total längd:                        | 23:26 |